# Andrea Alessi (storico dell'arte)
Andrea Alessi (Roma, 11 luglio 1975) è uno storico dell'arte italiano, direttore del Museo della città di Acquapendente dal 2016.

## Biografia
Dopo la formazione universitaria all'Università degli Studi della Tuscia, si dedica allo studio del Rinascimento con particolare attenzione a Michelangelo, Sebastiano del Piombo e Marcello Venusti, dei quali approfondisce i rapporti con Vittoria Colonna, Gasparo Contarini e gli esponenti del movimento ereticale noto come circolo degli spirituali. Negli anni si è occupato anche di ville e parchi storici della Tuscia viterbese, in particolare di Villa Lante a Bagnaia e del Sacro Bosco a Bomarzo, meglio noto come Parco dei mostri. Dal 2016 è il direttore scientifico del museo della città di Acquapendente per il quale ha vinto una curatorial fellowship alla Bibliotheca Hertziana.

## Opere

### Saggi
- Dante, Sebastiano e Michelangelo. L'inferno nella Pietà di Viterbo, Milano, Electa-Mondadori, 2007 ISBN 978-88-370-5376-5
- Eretici non Eretici. Vittoria Colonna, Michelangelo e il Circolo degli Spirituali, Roma, La Lepre Edizioni, 2020, ISBN 978-88-99389-77-2
- Sebastiano & Michelangelo nella città dei papi, Roma, Società Editrice Romana, 2020, ISBN 978-88-89291-67-2
- I dipinti del museo della città di Acquapendente (a cura di A. Alessi e L. Caporossi), Acquapendente, Antiquares edizioni, 2021, ISBN 9791280731098

### Cataloghi di mostre
- I restauri storici della Pietà nella documentazione dell'Archivio di Stato di Viterbo, in Notturno Sublime. Sebastiano e Michelangelo nella Pietà di Viterbo, catalogo della mostra (Viterbo 2004), a cura di C. Barbieri, Viviani Editore, Roma, 2004 ISBN 88-7993-100-8
- Dante, Sebastiano e Michelangelo. Nuove riflessioni sulla PIetà di Viterbo, in Sebastiano del Piombo 1485-1547, catalogo della mostra (Roma - Berlino 20089, a cura di C. Strinati, MIlano, Federico Motta editore, 2008, ISBN 9788871795683
- Dante, Sebastiano e Michelangelo. Neue Uberlungen zur Pietà von Viterbo, in Sebastiano del Piombo 1485-1547: Raphael's Grace - Michelangelo's Furore, catalogo della Mostra (Roma - Berlino 2008), a cura di C. Strinati, Milano, Federico Motta Editore, 2008, ISBN 978-3-88609-623-7
- Sacro & Profano. Capolavori a Viterbo tra il Quattrocento e il Settecento, catalogo di mostra (Viterbo 2004), GbEditoriA, 2014 ISBN 978-88-98158-81-2

### Atti di convegno
- La Palazzina Gambara: gli architetti e i pittori, in Villa Lante a Bagnaia, a cura di S. Frommel, con la collaborazione di F. Bardati, Milano, Electa, 2005, ISBN 88-370-3622-1
- Bomarzo: Il Sacro Bosco (a cura di S. Frommel, in collaborazione di A. Alessi), Milano, ElectaArchitettura, 2009 ISBN 978-88-370-6392-4
- Bomarzo: Il Sacro Bosco, Fortuna critica e documenti (a cura di S. Frommel, in collaborazione di A. Alessi), GbEditoriA, 2009 ISBN 978-88-95064-31-4
- La Pietà di Viterbo daÌl'Inferno al Paradiso sulle tracce di Landino, in Dante, Leonardo, Raffaello: la divina consonanza di arte e poesia (a cura di M. Fagiolo), Gangemi International, 2022  ISBN 9788849241709
- Echi danteschi nella tomba di Giulio II, in Dante e Roma (a cura di M. Fagiolo), Gangemi International, 2022 ISBN 9788849241907
- Vicino Orsini. Poeta, committente e uomo d'armi (a cura di A. Alessi e P. Procaccioli), Roma, Società Editrice Romana, 2023, ISBN 9788889291795